# Syrena (amerykański film 2016)
Syrena – amerykański film grozy z 2016 roku. Film zrealizowano na podstawie
podstawie „Amateur Night” jednego z segmentów wchodzących w skład głośnej filmowej antologii pt. „V/H/S”.

## Fabuła
Jonah (Chase Williamson) wraz z przyjaciółmi planuje spędzić wieczór kawalerski w tajemniczym klubie. Na miejscu uwalnia jedną z uwięzionych tam tancerek, która okazuje się być groźnym demonem.

## Obsada
- Chase Williamson - Jonah
- Hannah Fierman - Lily
- Justin Welborn - Mr. Nyx
- Hayes Mercure - Rand
- Michael Aaron Milligan - Mac
- Brittany S. Hall - Ash
- Randy McDowell - Elliott
- Lindsey Garrett - Eva